# رباعي فلوروبورات النترونيوم
رباعي فلوروبورات النترونيوم هو مركب كيميائي لاعضوي له الصيغة [NO2[BF4، ويوجد على شكل صلب بلوري عديم اللون.
يتكون المركب من كاتيون النترونيوم وأنيون رباعي فلوروبورات.

## التحضير
يحضر المركب من إضافة مزيج من فلوريد الهيدروجين اللامائي وثلاثي فلوريد البورون وخماسي أكسيد ثنائي النتروجين إلى محلول من نترو الميثان.

## الخواص
يوجد المركب على شكل بلورات صلبة عديمة اللون تتفكك بالتسخين عند الدرجة 240°س.

## الاستخدامات
يستخدم مركب رباعي فلوروبورات النترونيوم في عمليات النترتة؛ مثلما هو الحال في عملية نترتة البنزين إلى نتروبنزين.